# Qi (無線充電標準)
Qi（發音與命名來自中文字「气」），是一種由無線充電聯盟（英語：Wireless Power Consortium，縮寫WPC）所制定的短距離（40mm, 1.6英吋）低功率無線感應式電力傳輸的互連標準，主要目的是提供行動電話手機與其他攜帶型電子設備便利與通用的無線充電。
無線充電聯盟於2008年12月17日由，ConvenientPower Limited、Fulton Innovation LLC、羅技公司、美國國家半導體公司、奧林巴斯株式會社、荷蘭皇家飛利浦電子公司、三洋電機株式會社、深圳桑菲消費通信有限公司及德州儀器公司（依英文字母序）共9家公司創立，以制定所有電子設備都能相容的無線低功率充電國際標準為使命。迄2018年11月，該聯盟成員已有超過638家公司，包括诺基亚、HTC、三星、意法半导体、蘋果、华为、索尼等等。
Qi規格第一卷（低功率部份，5W以下）於2010年推出，目前已有1.0與1.1兩代的版本，現在提供下載的最新版本規格的版號是1.1.2，於2013年7月制定。未來預計還會推出中功率的版本。2023年4月19日，WPC无线充电联盟批准发布Qi2标准。

## 規格版本與特色

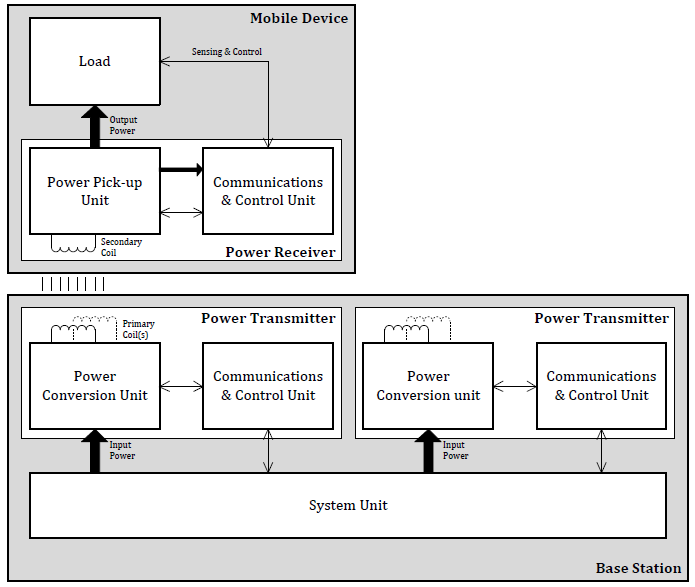
Qi工作原理示意圖，上方塊是行動裝置，下方塊是充電基座

在Qi標準下，低功率標準使用電感傳輸5W或以下的功率，發射与接收均使用扁平電感，以電感耦合方式傳輸能量，兩電感（線圈）之間的距離可達5mm，也可視需要而增至40mm。輸出電壓能穩定在特定數值，方法是在輸出端以數碼通訊方式通知輸入端增加或減小電量以達至穩定電壓的效果。數碼通訊是單向的（只由電力輸出端發送訊號傳至電力輸入端），以反向散射調制將資訊傳送，也就是在輸出端改變負載，使輸出電感的電流改變，從而改變輸入線圈的電流，根據輸入端電感的電流改變加以解調就能得出所需控制訊號。如此，輸入端根據控制訊號調控輸入電量就能使輸出端的電壓穩定。
現在實際產品上市實做的主要是1.2.1版。未針對1.2.1版本規格進行更新產品會在2016年底以前從Qi認證產品名單中移除。
1.0
最初的版本。目前智慧型手機上所搭載的Qi多依據這個版本。
1.1
原先使用的只有電磁感應方式，本版加入了電磁諧振方式。
1.2.1
主要為加入中功率產品的規範。

#### 2.0
提供磁吸功能、更快的充电、更高的效率。

## 支援Qi充電的產品
第一部搭载Qi无线充电标准的移动电话是Sharp SH-13C（2011年8月6日上市）
其他代表性產品的例子有：
- 蘋果
  - iPhone 8
  - iPhone 8 Plus
  - iPhone SE (第二代)
  - iPhone X
  - iPhone XR
  - iPhone Xs
  - iPhone Xs Max
  - iPhone 11
  - iPhone 11 Pro/iPhone 11 Pro Max
  - iPhone 12/iPhone 12 mini
  - iPhone 12 Pro/iPhone 12 Pro Max
  - iPhone 13/iPhone 13 mini
  - iPhone 13 Pro/iPhone 13 Pro Max
  - iPhone 14/iPhone 14 Plus
  - iPhone 14 Pro/iPhone 14 Pro Max
  - iPhone 15
- 华为
  - Mate 20 Pro
  - Mate 20 RS
  - Mate RS
  - Mate 30/Mate 30 Pro
  - Mate 60
- 小米
  - 小米MIX 2S
  - 小米MIX 3
  - 小米9
  - 小米9 Pro
  - 小米10
  - 小米10 Pro
  - 小米11
  - 小米11 Pro[9]
- ASUS
  - PadFone S
- Razer
  - Razer Phone 2
- Panasonic
  - P-02E
- HTC
  - Droid Incredible 4G
  - Droid DNA
  - Desire 22 Pro
  - U23 / U23 Pro
  - U24 / U24 Pro
- 摩托羅拉
  - DROID 4
  - DROID MINI
  - DROID MAXX
  - Moto 360
- 諾基亞
  - Nokia 9 PureView
  - Nokia 8 Sirocco
  - Lumia 1520
  - Lumia 1020
  - Lumia 930
  - Lumia 928
  - Lumia 925
  - Lumia 920
  - Lumia 830
  - Lumia 820
  - Lumia 720
- Google
  - Nexus 4
  - Nexus 5
  - Nexus 7 (2013)
  - Nexus 6
  - Google Pixel 3/Google Pixel 3 XL
  - Google Pixel 4/Google Pixel 4 XL
  - Google Pixel 5
  - Google Pixel 6/Google Pixel 6 pro
  - Google Pixel 7/Google Pixel 7 pro
- PHILIPS
  - S8860
- SAMSUNG
  - Galaxy Note 5
  - Galaxy Note 7
  - Galaxy Note 8
  - Galaxy Note 9
  - Galaxy Note 10
  - Galaxy Note 20/Note 20 Ultra
  - Galaxy S6/S6 Edge
  - Galaxy S7/S7 Edge
  - Galaxy S8/S8+
  - Galaxy S9/S9+
  - Galaxy S10e/S10/S10+
  - Galaxy S20/S20+/S20 Ultra/S20 FE
  - Galaxy S21/S21+/S21 Ultra
- Sony
  - Sony Xperia XZ2/Sony Xperia XZ2 Premium
  - Sony Xperia XZ3
  - Sony Xperia 1 II
- ZTE
  - Geek V975
- LG
  - LG G3
  - LG G6 PLUS
  - LG G7
- Microsoft
  - Lumia 950
  - Lumia 950 XL

## 其他無線充電標準
除了無線充電聯盟所推出的Qi無線充電規範之外，目前在推動無線充電或供電標準的其他組織還有Power Matters Alliance（PMA）與Alliance for WirelessPower（A4WP）。

## 管理委员会
每个普通成员在管理委员会中有一票。每个普通成员享有相同的权利和义务。
| 名称              | 国家或地区 |
| ----------------- | ---------- |
| HTC               | 臺灣       |
| Leggett & Platt   | 美国       |
| Google            | 美国       |
| 三星电子          |            |
| 恩智浦半导体      | 荷蘭       |
| Fulton Innovation | 美国       |
| Convenient Power  | 香港       |
| 威瑞森无线        | 美国       |
| 罗姆半导体        | 日本       |
| 联发科            | 臺灣       |
| 德州仪器          | 美国       |
| 东芝              | 日本       |
| 松下电器          | 日本       |
| APTIV（安波福）   | 英国       |
| 苹果公司          | 美国       |
| LG电子            |            |
| Air Charge        | 英国       |
| 海尔              | 中国大陆   |
| 博世              | 德国       |
| IDT               | 美国       |
| 意法半导体        | 瑞士       |
| 飞利浦            | 荷蘭       |
| 高通              | 美国       |

## 附註或參考資料
1. 1 2 3  Paul Golden. . WPC无线充电联盟. 2023-04  [2024-02-01]. （原始内容 (html)存档于2024-02-01） （中文（中国大陆））. 2023年4月19日，亚利桑那州斯科茨代尔。随着“Qi v.2.0接口规范”获得WPC无线充电联盟理事会批准，Qi2标准现已正式发布。
2. ↑  . Qi.   [2025-03-09] （中文）.
3. ↑  .   [2013-01-23]. （原始内容存档于2013-01-19）.
4. ↑  .   [2013-01-23]. （原始内容存档于2014-05-23）.
5. ↑  .   [2014-03-04]. （原始内容存档于2013-04-07）.
6. ↑  .   [2013-01-24]. （原始内容存档于2013-01-15）.
7. ↑  .   [2013-11-30]. （原始内容存档于2013-12-03）.
8. ↑  .   [2013-11-30]. （原始内容存档于2013-12-03）.
9. ↑  . Wireless Power Consortium.
10. ↑  .   [2013-01-23]. （原始内容存档于2013-01-16）.
11. ↑  .   [2013-01-23]. （原始内容存档于2012-12-25）.

## 外部連結
- Engadget中文版上與Qi相關的文章